# Attinghausen
Attinghausen est une commune suisse du canton d'Uri.

## Géographie
Selon l'Office fédéral de la statistique, Attinghausen mesure 46,89 km2.

## Démographie
Selon l'Office fédéral de la statistique, Attinghausen compte 1 536 habitants en 2008. Sa densité de population atteint 32 hab./km2.
Le graphique suivant résume l'évolution de la population d'Attinghausen entre 1850 et 2008 :